# يوسوكي تيرادا
يوسوكي تيرادا (باليابانية: 寺田 洋介) (8 يوليو 1987 في كاناغاوا في اليابان - )؛ هو لاعب كرة قدم ياباني سابق كان يلعب كمدافع.

## وصلات خارجية
- يوسوكي تيرادا على موقع رابطة كرة القدم اليابانية للمحترفين (اليابانية)